# إيرنيستو ألفارو
إيرنيستو ألفارو (بالإسبانية: Ernesto Alfaro) هو منافس ألعاب قوى كولومبي، ولد في 10 مارس 1946.

## وصلات خارجية
- إيرنيستو ألفارو على موقع أوليمبيديا (الإنجليزية)